# U.S. Route 19
U.S. Route 19 (också kallad U.S. Highway 19 eller med förkortningen  US 19) är en amerikansk landsväg. Den går ifrån Memphis Florida i söder till Erie Pennsylvania i norr och har en längd av 2 262 km. U.S. Route 19 är enligt många studier den farligaste vägen i USA

## Större Korsningar

### Södra segmentet
Florida
I-275 i Terra Ceia, motorvägarna reser samtidigt till Sankt Petersburg
US-19 ALT i Sankt Petersburg
US-19 ALT i helgdag
US-98 i Sockermill Woods, motorvägarna reser samtidigt till Päronvin
US-129/US-27 ALT i Chiefland, US-27 ALT reser samtidigt till Perry
US-27 i Cheifland, motorvägarna reser samtidigt till Perry
US-221 i Perry
US-27/US-98 i Perry, US-27/US-19 reser samtidigt till Capps
Georgien
US-84/US-84 BUS öster om Thomasville, motorvägarna reser samtidigt till nordost om Thomasville
US-84/US-319 nordost om Thomasville
US-82 BUS i Albany
US-82 i Albany, motorvägarna reser samtidigt genom staden
US-280 väster om Americus, motorvägarna reser samtidigt till Americus
US-80 väster om Salem, motorvägarna reser samtidigt till väster om Salem
US-41/US-19 BUS/US-41 BUS söder om Grip, US-41/US-19 reser samtidigt till Atlanta
US-19 BUS/US-41 BUS i Grip
I-75/I-85 i Atlanta
I-20/US-29 i Atlanta, US-29 reser samtidigt genom staden
US-78/US-278 i Atlanta, motorvägarna reser samtidigt genom staden
I-285 i Sandiga källor, motorvägarna reser samtidigt genom staden
US-129 syd-sydost, motorvägarna reser samtidigt till Topton, Narra Carolina
Narra Carolina
US-64/US-74 sydväst om Murphy, US-64/US-19 reser samtidigt till Murphy, US-74/US-19 reser samtidigt till söder om Bryson City
US-23/US-19 i Sjön Junaluska motorvägarna reser samtidigt till öster om Mars Hill
I-26 i Asheville, motorvägarna reser samtidigt till öster om Mars Hill
I-26/US-23A öster om Mars Hill
US-19E/US-19W i Sockerrör Flod
Tennessee
US-11E/US-19E/US-19W i Bluffa Stad, reser samtidigt till Bristol

### Norra segmentet
Virginia
I-81/US-58 i Bristol
US-11/US-58 A i Abingdon, US-58 A/US-19 reser samtidigt till Hansonville